# Johann Kayser (Dichter)
Johann Kayser (* 1654 in Lippstadt; † 9. März 1721 in Kleve) war ein westfälischer Dichter, lutherischer Prediger und Gymnasiallehrer.

## Leben
Johann Kayser wurde 1654 in Lippstadt als Sohn des Lippstädter Bürgermeisters Johann Kayser und dessen Frau Maria, geborene Klotz, geboren. Er besuchte die Schule im Gymnasium an der Marienkirche (Lippstadt) und ging 1669 zum Studium an die Universität Jena, das er mit dem Magister abschloss. Er kehrte nach weiteren Studien nach Lippstadt zurück und wurde Lehrer an seiner ehemaligen Schule. 1677 wurde er zum Konrektor befördert. Zur gleichen Zeit wirkte Kayser im Stift Cappel als Prediger. 1678 heiratete Kayser Anna Catharina Nottebohm, die Ehe blieb kinderlos. Ein Jahr später wurde Kayser zum Rektor am Gymnasium befördert.
1683 wurde Johann Kayser als Prediger und Seelsorger nach Kleve berufen, und er zog in die niederrheinische Stadt. Ab 1700 wurde er zudem Inspektor des lutherischen Ministeriums im Herzogtum Kleve. Er begann hier mit der Dichtkunst und wurde als Priester und Dichter überregional bekannt. So schrieb er 1698 den Parnassus Clivensis, übersetzt als Clevischer Musenberg bekannt. Außerdem erschienen 10 Sammlungen von Predigten und theologischen Schriften unter seinem Namen.
1721 starb Johann Kayser während einer Nachmittagsandacht am 2. Fastensonntag (Reminiscere) an einem Schlaganfall.